# Arvid Ranzoch
Arvid Ranzoch, född 25 januari 1685 i Västra Eneby församling, Östergötlands län, död 8 november 1740 i Östra Stenby församling, Östergötlands län, var en svensk präst.

## Biografi
Arvid Ranzoch föddes 1685 i Västra Eneby församling. Han var son till kyrkoherden där Laurentius Danielis Ranzochius. Ranzoch studerade i Linköping och blev 15 maj 1706 student vid Uppsala universitet. Han blev filosofie magister 12 juni 1716 och gymnasieadjunkt i Linköping 1717. Ranzoch prästvigdes 7 januari 1719 och blev komminister i Sankt Lars församling, Linköping, tillträdde samma år. Han blev 20 januari 1727 kyrkoherde i Östra Stenby församling, tillträdde 1728 och var opponent vid prästmötet 1730. Ranzoch avled 8 november 1740 i Östra Stenby församling och begravdes 28 november samma år i Östra Stenby kyrka av biskopen Andreas Olavi Rhyzelius.

### Familj
Ranzoch gifte sig 17 september 1719 med Anna Leufstadius (1695–1757). Hon var dotter till kyrkoherden Magnus Leufstadius och Elisabeth Ihering i Hållnäs församling. De fick tillsammans barnen Lars Ranzoch (1722–1729), Margareta Ranzoch (1724–1725), Elisabeth Ranzoch som var gift med kyrkoherden Jöns Hvalbeck i Tingstads församling, en dotter (1728–1728), kollegan Lars Ranzoch i Linköping och Margareta Ranzoch som var gift med kyrkoherden Henrik Sturlin i Horns församling. Efter Ranzochs död gifte Anna Leufstadius sig med kyrkoherden Carl Birgersson i Ringarums församling.